# Murilo (1939–2022)
Murilo, właśc. Paulo Murilo Frederico Ferreira (ur. 30 kwietnia 1939 w Rio de Janeiro, zm. 18 grudnia 2022 tamże) − piłkarz brazylijski, występujący na pozycji prawego obrońcy.

## Kariera klubowa
Całą karierę piłkarską Murilo spędził w CR Flamengo. Z Flamengo dwukrotnie zdobył mistrzostwo stanu Rio de Janeiro – Campeonato Carioca w 1963 i 1965. W barwach rubro-negro rozegrał 448 spotkań, w których strzelił 3 bramki.

## Kariera reprezentacyjna
W reprezentacji Brazylii Murilo zadebiutował 18 maja 1966 w wygranym 1-0 towarzyskim meczu z reprezentacją Walii. Drugi i ostatni raz w reprezentacji wystąpił 7 sierpnia 1968 w wygranym 4-1 towarzyskim meczu z reprezentacją Argentyny.
| Mecze i gole w reprezentacji | Mecze i gole w reprezentacji | Mecze i gole w reprezentacji | Mecze i gole w reprezentacji | Mecze i gole w reprezentacji | Mecze i gole w reprezentacji | Mecze i gole w reprezentacji |
| #                            | Data                         | Miasto                       | Przeciwnik                   | Gol                          | Wynik                        | Rozgrywki                    |
| ---------------------------- | ---------------------------- | ---------------------------- | ---------------------------- | ---------------------------- | ---------------------------- | ---------------------------- |
| 1.                           | 18.05.1966                   | Belo Horizonte               | Walia                        |                              | 1:0                          | towarzyski                   |
| 2.                           | 07.08.1968                   | Rio de Janeiro               | Argentyna                    |                              | 4:1                          | towarzyski                   |